# ジメチルアミンデヒドロゲナーゼ
ジメチルアミンデヒドロゲナーゼ(dimethylamine dehydrogenase)は、メタン代謝酵素の一つで、次の化学反応を触媒する酸化還元酵素である。
ジメチルアミン + H2O + 電子伝達フラボタンパク質 {\displaystyle \rightleftharpoons } メチルアミン + ホルムアルデヒド + 還元型電子伝達フラボタンパク質
反応式の通り、この酵素の基質はジメチルアミンとH2Oと電子伝達フラボタンパク質、生成物はメチルアミンとホルムアルデヒドと還元型電子伝達フラボタンパク質である。補因子としてFMNを用いる。
組織名はdimethylamine:electron-transferring flavoprotein oxidoreductaseである。